# 西安铁路枢纽北环线
西安铁路枢纽北环线，是一条平行于陇海铁路穿过咸阳市与西安市的东西走向铁路线，连接茂陵站和新丰镇站，分流西安铁路枢纽内陇海铁路的东西向货运列车，有效提升了枢纽运输能力。本线建成前，西安市内各个客运车站与货运车站沿着陇海铁路串联成一线，客运列车与货运列车相互挤占运能，再加上快速增长的客货需求，枢纽日渐堵塞，成为了陇海铁路的运输瓶颈。时铁道部决定规划修建北环线，以实现枢纽内客货分流的目标。

## 历史
- 2005年4月26日，西安铁路枢纽北环线开工建设，规划工期2年。[3][4]
- 2006年9月1日，全线建成通车，较原定工期提前8个月。[4]
- 2021年4月1日，新筑站更名为西安国际港站。[5]

## 走向
线路东起陇海铁路新丰镇站，向西经新筑站（现西安国际港站），跨灞河、渭河至咸铜铁路萧家村站，沿咸铜铁路增建二线至长陵站，向北跨312国道后西行引入陇海铁路茂陵站，全长61.74公里。

## 交汇铁路
- 新丰镇站：陇海铁路、包西铁路、宁西铁路、西康铁路
- 萧家村站：咸铜铁路
- 长陵站：咸铜铁路
- 茂陵站：陇海铁路、西平铁路